# Cerkiew św. Jerzego w Samarkandzie
Cerkiew św. Jerzego – prawosławna parafialna cerkiew w Samarkandzie.

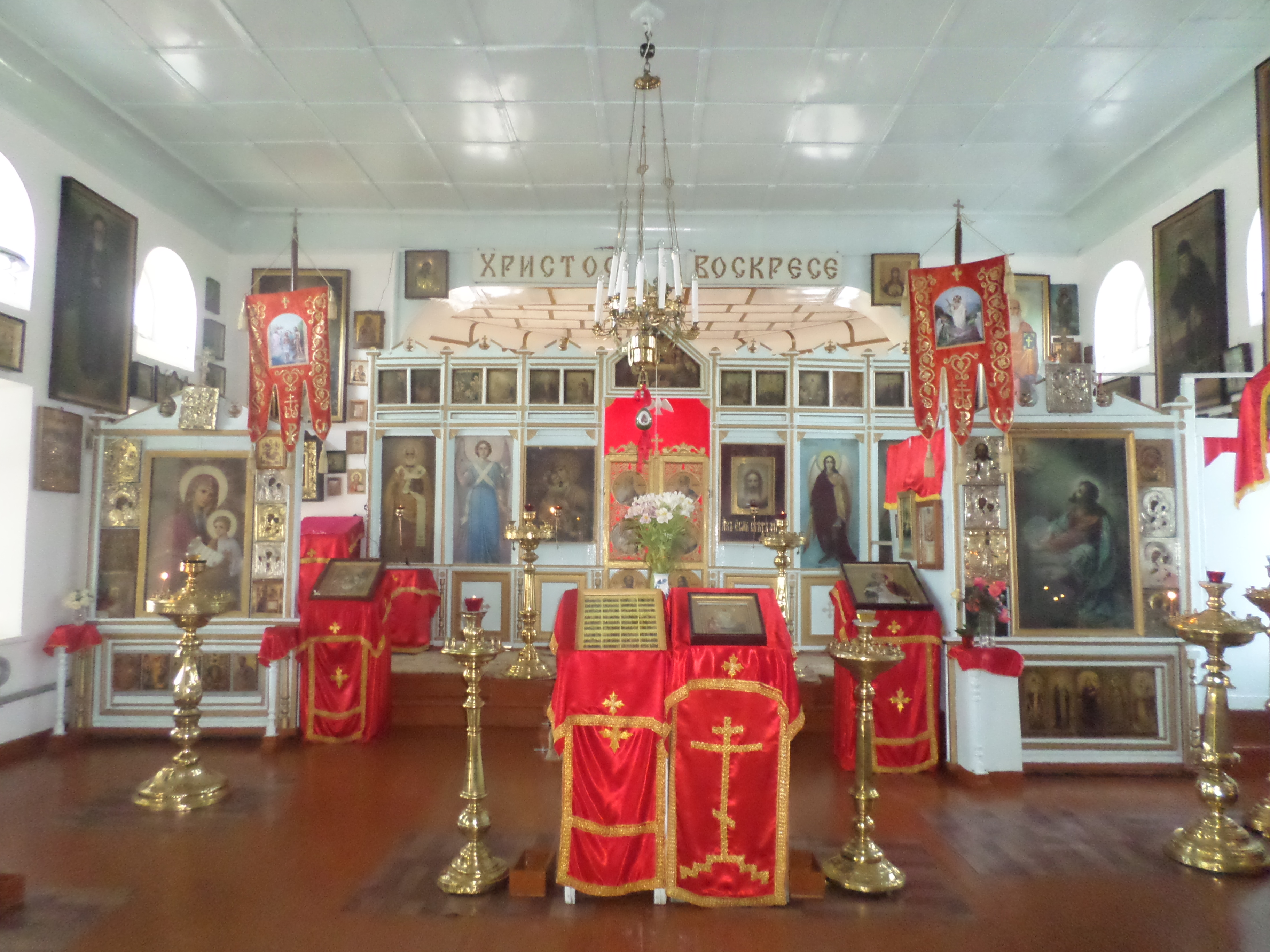
Ikonostas cerkwi

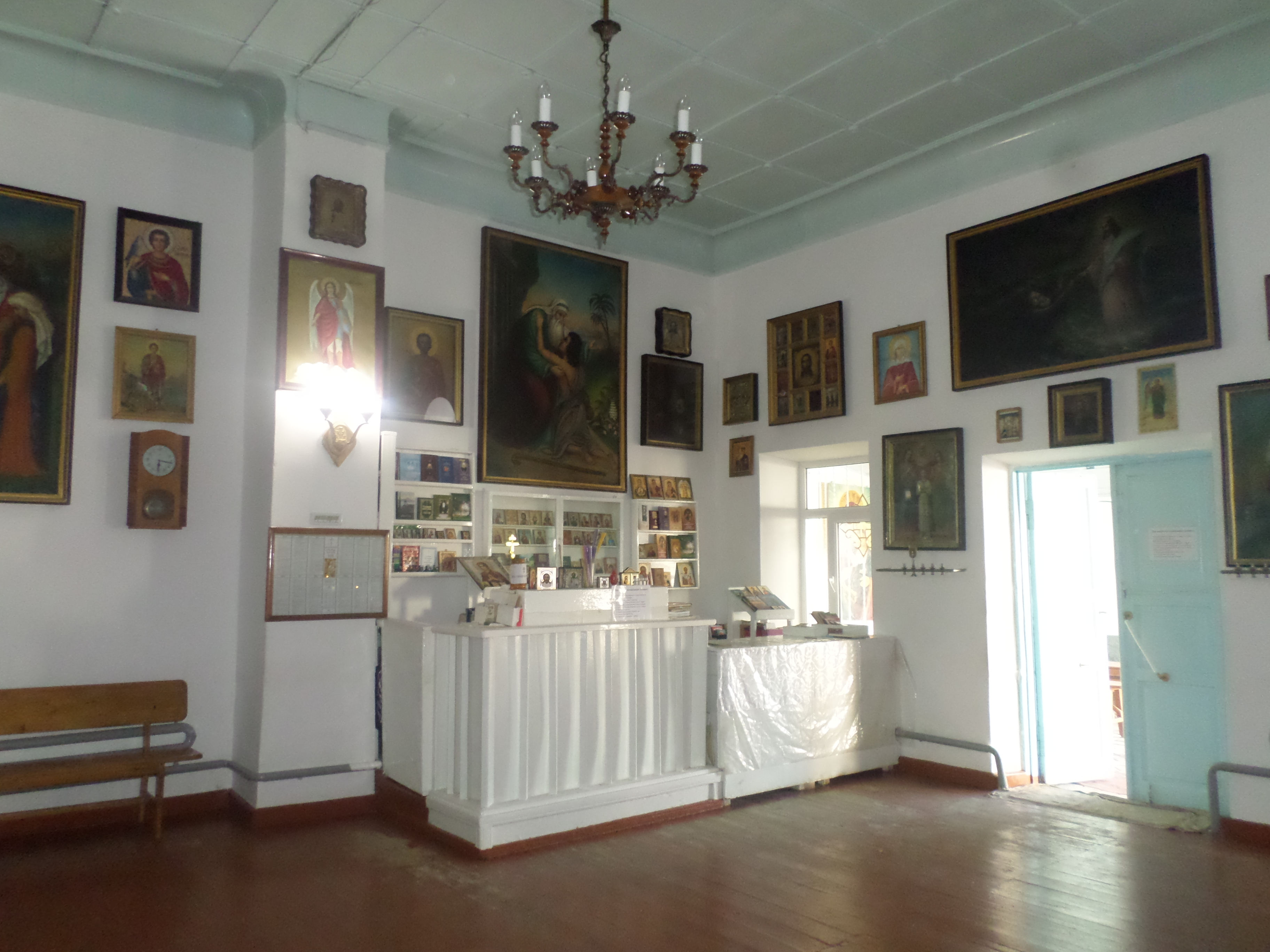
Fragment wnętrza

Cerkiew znajduje się w zaadaptowanej sali wzniesionej w 1927 przy kaplicy cmentarnej, którą w 1925 otrzymała parafia św. Jerzego w zastępstwie zamkniętej rok wcześniej cerkwi wojskowej pod tym samym wezwaniem. Po pożarze kaplicy w 1928 był to jedyny parafialny obiekt sakralny. Na mocy ukazu arcybiskupa taszkenckiego i Azji Środkowej Hermogena z 1958 obiekt ten zyskał miano cerkwi i został uroczyście poświęcony.